# Grotte artificielle
Ne doit pas être confondu avec Grotte ornementale.

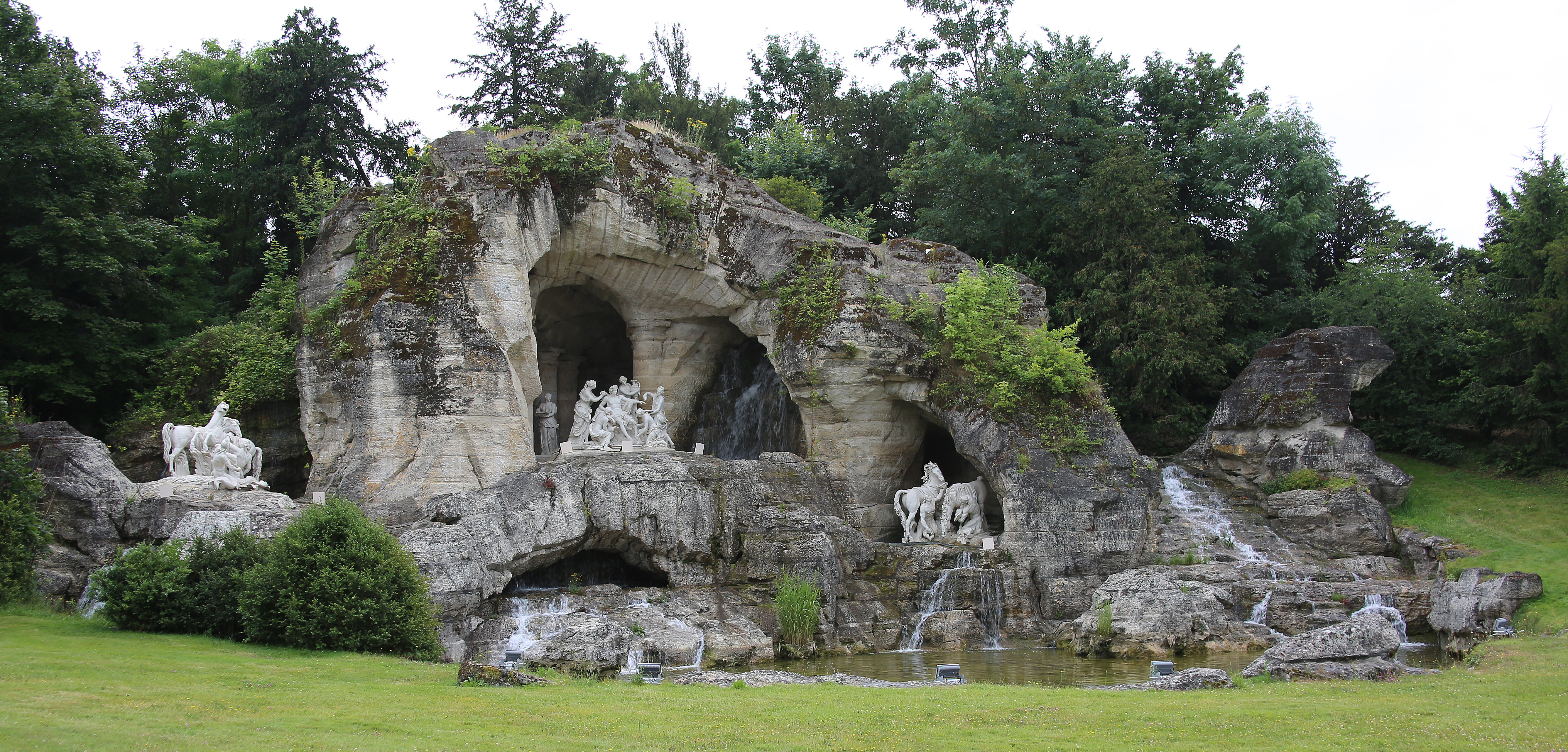
La grotte de Téthys du parc de Versailles, réutilisation du groupe sculpté pour l'édifice originel, détruit en 1684.

Une grotte artificielle est une construction ornementale extérieure reproduisant peu ou prou une grotte.

## Histoire

### Antiquité
La mode des grottes artificielles se développe à Rome et en Italie vers la fin de la période républicaine (Ier siècle av. J.-C.) et s'épanouit dans les villes impériales des Julio-Claudiens : Sperlonga, Baïes, etc.
Un décor particulier à base de coquillages, de cailloux, de morceaux de mosaïque, etc., est créé pour donner un aspect pittoresque à ces grottes (rocaille). Ce décor joue un rôle dans le développement de l’opus musivum (technique de mosaïque).
Au IIe siècle, la grotte artificielle commence à être utilisée comme sanctuaire dans le culte romain de Mithra, comme à Ostie ; on lui donne le nom de spelaeum.

### Époque moderne et contemporaine
Les grottes artificielles sont de nouveau en vogue en Europe à partir de la Renaissance, à l'imitation des modèles antiques.
À partir de la seconde moitié du XIXe siècle se sont multipliées les grottes artificielles à vocation religieuse, reproduisant plus ou moins exactement la grotte de Massabielle, lieu des apparitions mariales de Lourdes (1858). Il en existe plusieurs milliers à travers le monde, depuis les grottes grandeur nature imitant le plus fidèlement possible la grotte de Massabielle jusqu'aux grottes en miniature qu'on trouve dans des églises ou d'autres bâtiments.

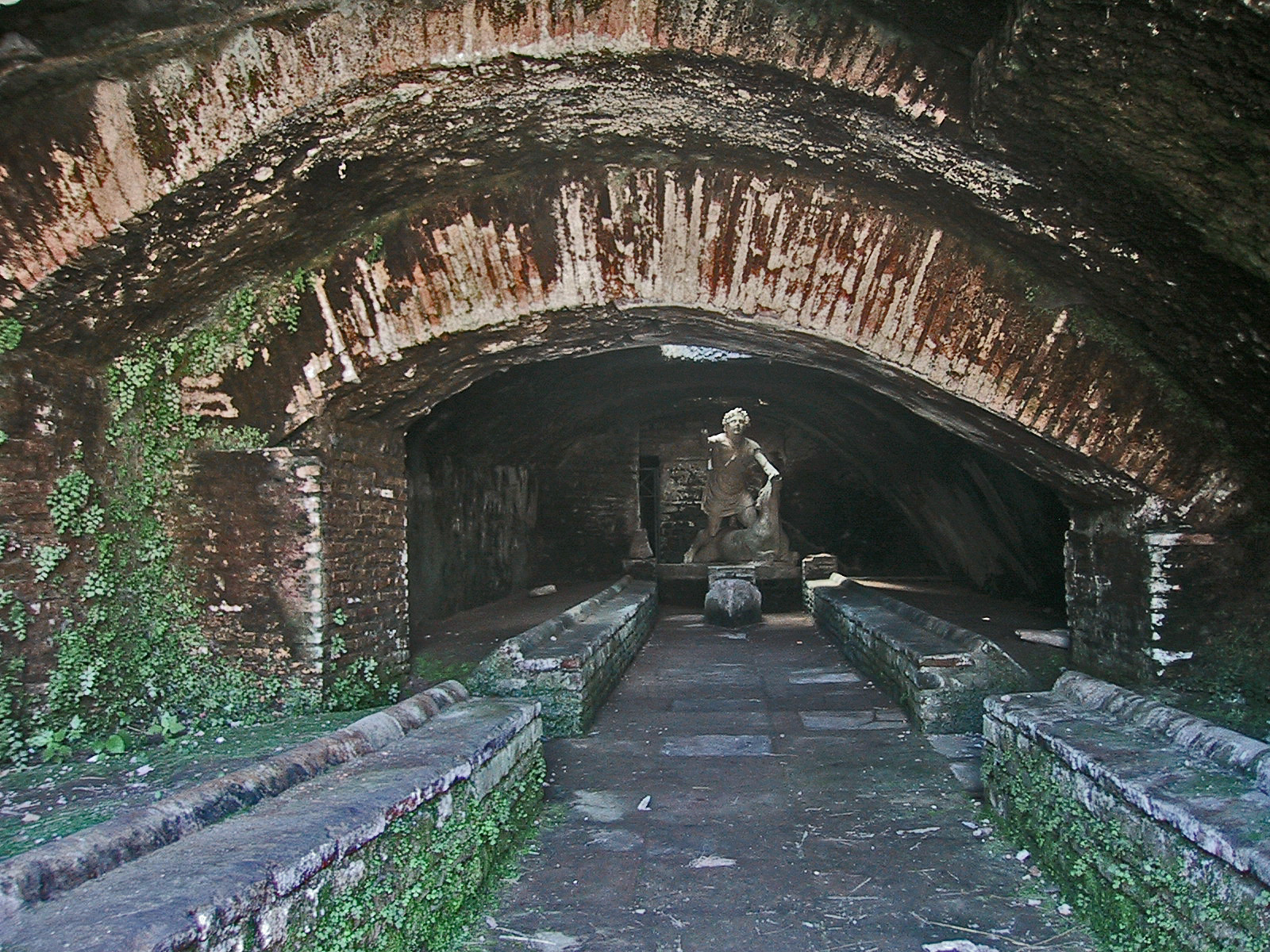
Le spelaeum des Thermes de Mithra, à Ostie.
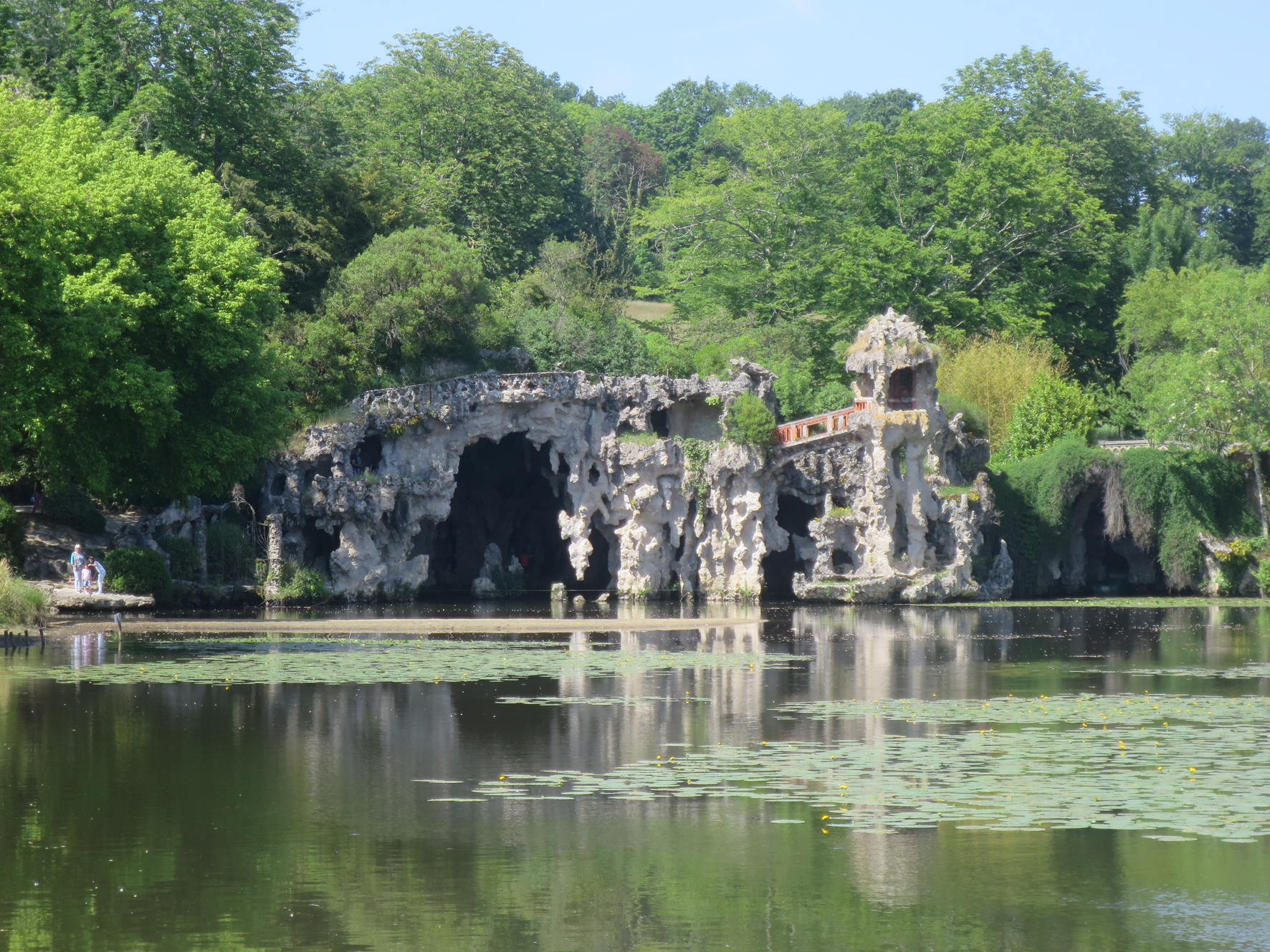
Grottes du parc de Majolan à Blanquefort (Gironde).
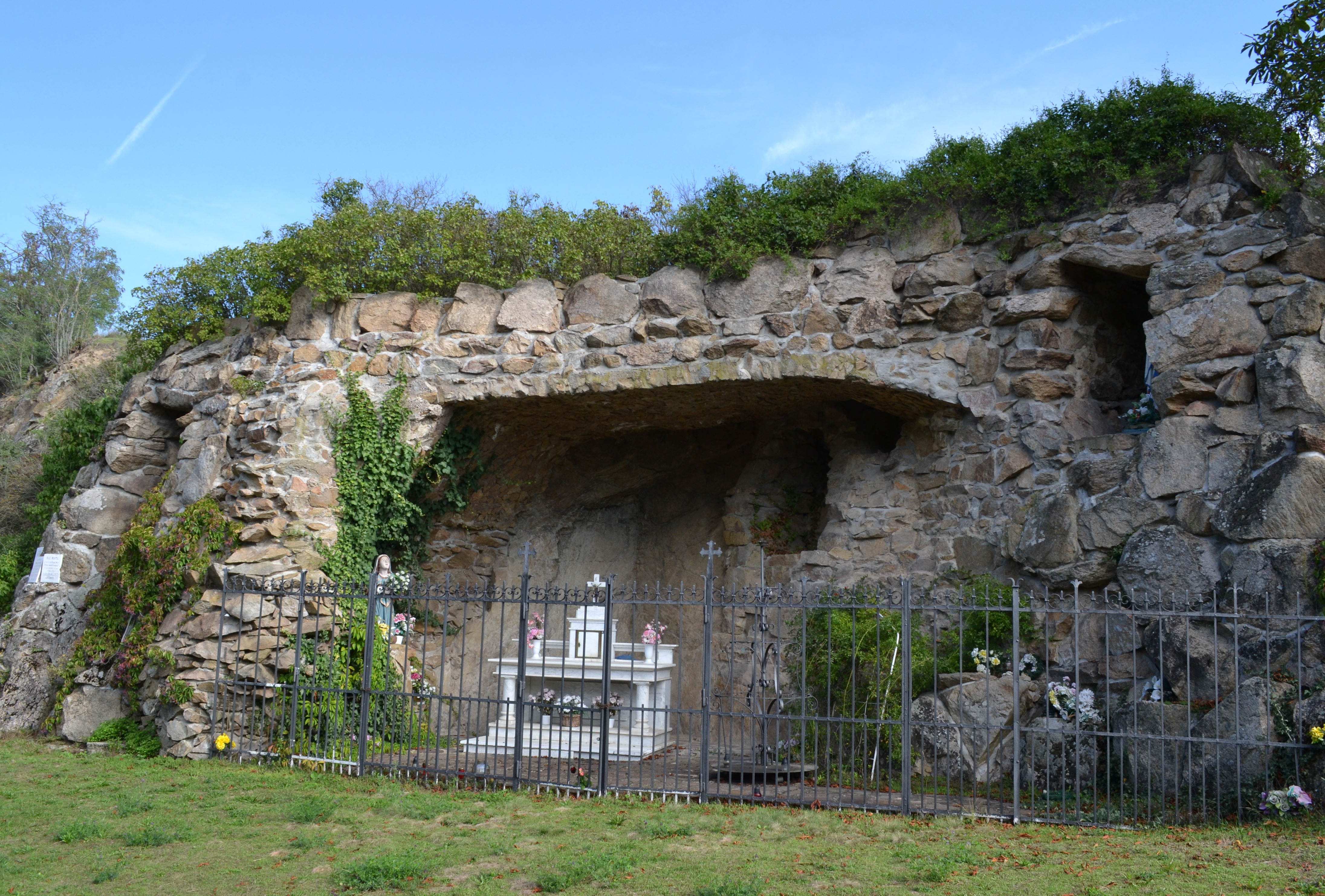
Grotte mariale de Bohutice (République tchèque), construite en 1928